# E. W. Middlemast
Edgar William Middlemast (9 de diciembre de 1864 – julio de 1915) fue un matemático y educador británico en La India a principios del siglo XX, ligado al Presidency College de Madrás. 

## Primeros años
Middlemast nació en Wallsend en 1864. Era hijo de Edward William Middlemast de Northumberland, un distribuidor de provisiones, y de su esposa Margaret; siendo bautizado el 16 de abril de 1865. Estudió en la Royal Grammar School, de Newcastle upon Tyne y en el St John's College de Cambridge entre 1882 y 1886. Se clasificó décimo wrangler en los tripos matemáticos (Parte I) de 1886.

## Carrera
Nombrado profesor del Colegio de Ingeniería de Madrás en septiembre de 1888, sirvió en la institución hasta marzo de 1897, cuando accedió al puesto de director del Colegio de Artes del Gobierno de Rajahmundry. En julio de 1903 pasó a ser Director Adjunto de Instrucción Pública en la Presidencia de Madrás, y en 1904 fue enviado a los Países Bajos por el gobierno para conocer su sistema educativo. En julio de 1905 recibió el nombramiento de miembro de la Universidad de Madras.
Middlemast fue nombrado primero profesor de matemáticas en el Presidency College de Madrás en 1910 y luego director en 1915. También trabajó como inspector de escuelas de 1910 a 1915. Middlemast fue el presidente de la Sociedad Matemática India en 1915.
El 21 de septiembre de 1911 escribió una carta con una contundente recomendación para un joven, entonces desconocido, llamado Srinivasa Ramanujan, que estaba solicitando el puesto de Secretario en las oficinas del Port Trust de Madrás.
Murió en Wrotham, Kent, en julio de 1915. 